# Parasecodella pantnagarensis
Parasecodella pantnagarensis är en stekelart som beskrevs av Khan, Agnihotri och Sushil 2005. Parasecodella pantnagarensis ingår i släktet Parasecodella och familjen finglanssteklar. Inga underarter finns listade i Catalogue of Life.